# مقاطعة سوتون (تكساس)
مقاطعة سوتون (بالإنجليزية: Sutton  County)‏ هي إحدى المقاطعات في ولاية تكساس، الولايات المتحدة الأمريكية.

## أعلام
- روي مكاي